# Hogna canariana
Hogna canariana este o specie de păianjeni din genul Hogna, familia Lycosidae. A fost descrisă pentru prima dată de Roewer, 1960.
Este endemică în Insulele Canare. Conform Catalogue of Life specia Hogna canariana nu are subspecii cunoscute.